# عبد الظاهر السقا
عبد الظاهر السقا هو لاعب كرة قدم مصري معتزل ولد في 1974 بمحافظة الدقهلية يعلب في مركز قلب الدفاع.

## مسيرته
بدأ اللعب في نادي المنصورة عام 1995، ثم انتقل للعب في تركيا في 1999. لعب لمنتخب مصر الأول 111 مباراة دولية. وهو واحد من ستة لاعبين تخطوا المئة مباراة مع المنتخب.
غاب عن المنتخب بعد بطولة الأمم الأفريقية لعام 2008 ولكنه عاد في 2009 حين استدعاه المدرب حسن شحاتة للانضمام إلى معسكر مباراتي الجزائر ولعب في الأولى أساسيا مكان وائل جمعة الموقوف.
قبل بطولة الأمم الأفريقية لعام 2010 الذي كان أحد افراد قائمة المنتخب المشاركة بها، صرح السقا أنه ينوي الاعتزال الدولي بعد البطولة. توج المنتخب المصري بلقب هذه البطولة التي شارك السقا في أحد مبارياتها وكان ذلك أمام منتخب بنين في دور المجموعات.
في يونيو 2010 انضم السقا إلى نادي انبي بعقد لثلاث مواسم.

## بطولات حصل عليها

### منتخب مصر
- كأس الأمم الأفريقية (3)

2010.2006.1998

### نادي إنبي
- كأس مصر 2011-2010

## وصلات خارجية
- عبد الظاهر السقا على موقع الاتحاد الدولي (مؤرشف)  (الإنجليزية)
- عبد الظاهر السقا على موقع الاتحاد الأوربي (الإنجليزية)
- عبد الظاهر السقا على موقع اتحاد تركيا (لاعب) (الإنجليزية)
- عبد الظاهر السقا على موقع قاعدة بيانات كرة القدم.إي يو (الإنجليزية)
- عبد الظاهر السقا على موقع ناشيونال فوتبول تيمز (الإنجليزية)
- عبد الظاهر السقا على موقع عالم كرة القدم.نت (الإنجليزية)
- عبد الظاهر السقا على موقع كووورة
- خبر اعتزام السقا الاعتزال دوليا قبل كأس أفريقيا 2010، يورو سبورت.